# Snowboard az 1998. évi téli olimpiai játékokon
Az 1998. évi téli olimpiai játékokon a snowboard versenyszámait Kanbayashi Snowboard Park-ban rendezték meg február 8. és 12. között. A férfiaknak és a nőknek egyaránt 2-2 versenyszámban osztottak érmeket.
A hódeszka először szerepelt a téli olimpia programjában.

## Éremtáblázat
(Az egyes számoszlopok legmagasabb értéke, vagy értékei vastagítással kiemelve.)
| Az 1998. évi téli olimpiai játékok éremtáblázata snowboardban | Az 1998. évi téli olimpiai játékok éremtáblázata snowboardban | Az 1998. évi téli olimpiai játékok éremtáblázata snowboardban | Az 1998. évi téli olimpiai játékok éremtáblázata snowboardban | Az 1998. évi téli olimpiai játékok éremtáblázata snowboardban | Olimpia  |
| ------------------------------------------------------------- | ------------------------------------------------------------- | ------------------------------------------------------------- | ------------------------------------------------------------- | ------------------------------------------------------------- | -------- |
|                                                               | Ország                                                        | Arany                                                         | Ezüst                                                         | Bronz                                                         | Összesen |
| 1.                                                            | Németország (GER)                                             | 1                                                             | 1                                                             | 0                                                             | 2        |
| 2.                                                            | Svájc (SUI)                                                   | 1                                                             | 0                                                             | 1                                                             | 2        |
| 3.                                                            | Franciaország (FRA)                                           | 1                                                             | 0                                                             | 0                                                             | 1        |
| 3.                                                            | Kanada (CAN)                                                  | 1                                                             | 0                                                             | 0                                                             | 1        |
|                                                               |                                                               |                                                               |                                                               |                                                               |          |
| 5.                                                            | Norvégia (NOR)                                                | 0                                                             | 2                                                             | 0                                                             | 2        |
| 6.                                                            | Olaszország (ITA)                                             | 0                                                             | 1                                                             | 0                                                             | 1        |
|                                                               |                                                               |                                                               |                                                               |                                                               |          |
| 7.                                                            | Egyesült Államok (USA)                                        | 0                                                             | 0                                                             | 2                                                             | 2        |
| 8.                                                            | Ausztria (AUT)                                                | 0                                                             | 0                                                             | 1                                                             | 1        |
|                                                               |                                                               |                                                               |                                                               |                                                               |          |
| Összesen                                                      | Összesen                                                      | 4                                                             | 4                                                             | 4                                                             | 12       |

## Érmesek

### Férfi
| Az 1998. évi téli olimpiai játékok érmesei férfi snowboardban |                                |         |                                    |         |                                     |         |
| Versenyszám                                                   | Arany                          | Arany   | Ezüst                              | Ezüst   | Bronz                               | Bronz   |
| Halfpipe                                                      | Gian Simmen · Svájc (SUI)      | 85,2    | Daniel Franck · Norvégia (NOR)     | 82,4    | Ros Powers · Egyesült Államok (USA) | 82,1    |
| Giant slalom                                                  | Ross Rebagliati · Kanada (CAN) | 2:03,96 | Thomas Prugger · Olaszország (ITA) | 2:03,98 | Ueli Kestenholz · Svájc (SUI)       | 2:04,08 |

### Női
| Az 1998. évi téli olimpiai játékok érmesei női snowboardban |                                   |         |                                      |         |                                       |         |
| Versenyszám                                                 | Arany                             | Arany   | Ezüst                                | Ezüst   | Bronz                                 | Bronz   |
| Halfpipe                                                    | Nicola Thost · Németország (GER)  | 74,6    | Stine Brun Kjeldaas · Norvégia (NOR) | 74,2    | Shannon Dunn · Egyesült Államok (USA) | 72,8    |
| Giant slalom                                                | Karine Ruby · Franciaország (FRA) | 2:17,34 | Heidi Renoth · Németország (GER)     | 2:19,17 | Brigitte Köck · Ausztria (AUT)        | 2:19,42 |